# Джийн Симънс (музикант)
Джийн Симънс (на английски: Gene Simmons), роден като Хаим Виц (на иврит: חיים ויץ), е американски музикант, певец и телевизионна звезда, от еврейски произход, роден на 25 август 1949 г. в Хайфа, Израел.
Симънс е основна фигура и един от основателите на рок състава от 70-те Кис. Известен е още със сценичното си превъплъщение като демон в характерните концертни изяви на бандата. Изпълнението му включва свирене на бас китара, бълване на огън, плюене на кръв и показване на дълъг език.
Има собствено реалити шоу Gene Simmons Family Jewels.

## Биография
Джийн Симънс е дете на унгарски евреи от малко селце на брега на Дунав. Роден с името Хаим Виц (на иврит: חיים ויץ) в Израел през 1949 г., той емигрира с майка си при нейни братовчеди в Ню Йорк, САЩ през 1958 г. Научава английски език от комиксите и телевизията. Както сам казва: „Когато видях един билборд на цигарите KENT с Дядо Коледа, мислех, че е руски равин.“
През 60-те „Бийтълс“ посещават САЩ и Хаим вече с името Юджийн Клайн се запалва по рок енд рол музиката. Свири в няколко групи, когато среща друго еврейско момче – Стенли Ейсен. Двамата въобще не се харесват в началото. Все пак започват да свирят заедно. Кръщават групата си „Wicked Lester“. Ейсен сменя името си на Пол Стенли, а Джин Клайн става Джийн Симънс – като легендарната американска актриса. Един ден, когато си говорят да сменят името на групата, пътувайки по една улица в колата си, Пол пита Джин и барабаниста Питър Крискула
- Какво ще кажете за KISS?
Симънс живее в мансарда Бевърли Хилс. Колекционира мърчендайз, свързан с неговата група: от слънчеви очила до мотори.